# 219 Dywizja Piechoty (III Rzesza)
219 Dywizja Piechoty (niem. 219. Infanterie-Division) – niemiecka dywizja z czasów II wojny światowej, sformowana  rejonie w Den Helder na mocy rozkazu z 22 marca 1945 roku, poza falą mobilizacyjną przez ??. Okręg Wojskowy.

## Struktura organizacyjna
- Struktura organizacyjna w  marcu 1945 roku:

177., 493. i 604. pułk grenadierów, 219. batalion fizylierów;

## Dowódcy
- Oberst Vehrenkamp  22 III 1945 - ? V 1945;